# Родыки
Родыки — село в Красногвардейском районе (муниципальном округе) Ставропольского края России.

## Варианты названия
- Радыки,
- Радыковское[3].

## География
Село Родыки расположено на левом пологом склоне реки Большой Гок на территории муниципального образования Родыковского сельсовета расстоянии 66 км от районного центра села Красногвардейское.
Общая площадь муниципального образования составляет 20625 га.
Рельеф территории населённых пунктов ровный, спокойный: в селе Родыки с небольшим уклоном к балке, проходящей через территорию села с севера на юг.
Грунты представлены четвертичными эолово-делювиальными суглинками II типа посадочных свойств.
Глубина промерзания почвы в среднем достигает 0,25 м, наибольшая величина 0,42 м.
Глубина промерзания грунта средняя многолетняя 0,4 м,
Господствующими ветрами являются ветры восточного и западного направлений.

## История
Село Радыки образовалось в мае 1889 года из хуторов села Преградного, в дальнейшем сюда приехали и крестьяне из Воронежской, Полтавской, Харьковской губерний.
В 1884 году в селе была построена деревянная Рождество-Богородицкая церковь.
В 1901 году в Родыках насчитывалось 250 дворов, население села составляло 2003 жителя. В селе действовала одноклассная церковно-приходская школа:26—27.
В 1907 году была построена каменная Рождество-Богородицкая церковь.
До 16 марта 2020 года село было административным центром упразднённого Родыковского сельсовета.

## Население
| 1897  | 1901  | 1903  | 1908  | 1909  | 1989  | 2002  |
| ----- | ----- | ----- | ----- | ----- | ----- | ----- |
| 3211  | ↘2003 | ↗3068 | ↗3883 | →3883 | ↘1767 | →1767 |
| 2010  | 2014  | 2021  |       |       |       |       |
| ↗1774 | ↗1800 | ↘1465 |       |       |       |       |

По данным переписи 2002 года в национальной структуре населения преобладают русские (92 %).

## Инфраструктура
- Культурно-досуговый центр.
- Фельдшерско-акушерский пункт[19]
- В 100 м западнее села расположено общественное открытое кладбище площадью 50 тыс. м²[20]

## Образование
- Детский сад № 9 «Дюймовочка».
- Средняя общеобразовательная школа № 9.

## Эпидемиология
- Находится в местности, отнесённой к активным природным очагам туляремии[21].

## Русская православная церковь
- Храм Рождества Пресвятой Богородицы.

## Памятники
- Могила неизвестного советского солдата, погибшего в борьбе с фашистами. 1942, 1976 года[22].
- Памятник одиннадцати революционерам, погибшим за становление Советской власти[источник не указан 4170 дней].
- Памятник В. И. Ленину. 1976 год[23].

## Кладбище
- В 100 м западнее села расположено общественное открытое кладбище площадью 50 тыс. м²[20].

## Люди, связанные с селом
- Зигуненко, Илья Ефимович (1926—1945) — Герой Советского Союза.